# Episodi di Omicidi a Sandhamn (terza stagione)
La terza stagione della serie televisiva Omicidi a Sandhamn è composta da 3 episodi che compongono un unico arco narrativo; sono andati in onda in Svezia dal 2 al 16 dicembre 2013 sul canale TV4.
In Italia la serie è stata trasmessa in prima visione su Giallo il 19 settembre 2014.
| nº | Titolo originale             | Titolo italiano                 | Prima TV Svezia  | Prima TV Italia   |
| -- | ---------------------------- | ------------------------------- | ---------------- | ----------------- |
| 1  | I grunden utan skuld - Del 1 | In realtà senza colpa - Parte 1 | 2 dicembre 2013  | 19 settembre 2014 |
| 2  | I grunden utan skuld - Del 2 | In realtà senza colpa - Parte 2 | 9 dicembre 2013  | 19 settembre 2014 |
| 3  | I grunden utan skuld - Del 3 | In realtà senza colpa - Parte 3 | 16 dicembre 2013 | 19 settembre 2014 |